# David MacEachern
David MacEachern (ur. 4 listopada 1967 w Charlottetown) – kanadyjski bobsleista. Mistrz olimpijski z Nagano.
Na igrzyskach startował trzykrotnie. Debiutował w 1992. Sukcesy zaczął odnosić jako członek załogi Pierre'a Luedersa. Razem startowali już na IO 94, pierwszy sukces odnieśli w 1996, zdobywając na mistrzostwach świata srebrny medal. W 1998 podzielili tytuł mistrzów olimpijskich z włoską dwójką Huber–Tartaglia.